# Llanera (Torà)
Llanera o Llanera de Solsonès és una entitat de població de 15 habitants del municipi de Torà (Solsonès). Fou un antic municipi de la comarca del Solsonès, que al 1968 s'incorporà al terme municipal de Torà.
A la dreta de la riera de Llanera, s'alça l'església de Sant Martí de Llanera, en estat ruïnós, i les restes del castell de Llanera, que amb el de Vallferosa eren defenses o punts de guàrdia de la contrada. El castell és esmentat ja el 1010 al testament del bisbe de Vic Arnulf. La jurisdicció del terme passà a la nissaga dels Vilaró, que tingué un paper important a l'Església de Solsona, però la jurisdicció criminal fou dels vescomtes de Cardona, dins la batllia de Cardona. L'església fou consagrada el 1060 pel bisbe d'Urgell.